# Sarasvati
En el hinduismo, Sarasvati es la diosa (deví) consorte (o hija, o ambas) del dios Brahmā; siendo descrita como la diosa del conocimiento, y una de las tres diosas principales (siendo las otras dos Laksmí y Durgá). Aparte de ser de las tres diosas principales, siempre suele ser un nombre otorgado a las mujeres con una belleza extraordinaria.

Imagen de la diosa Sárasvati.

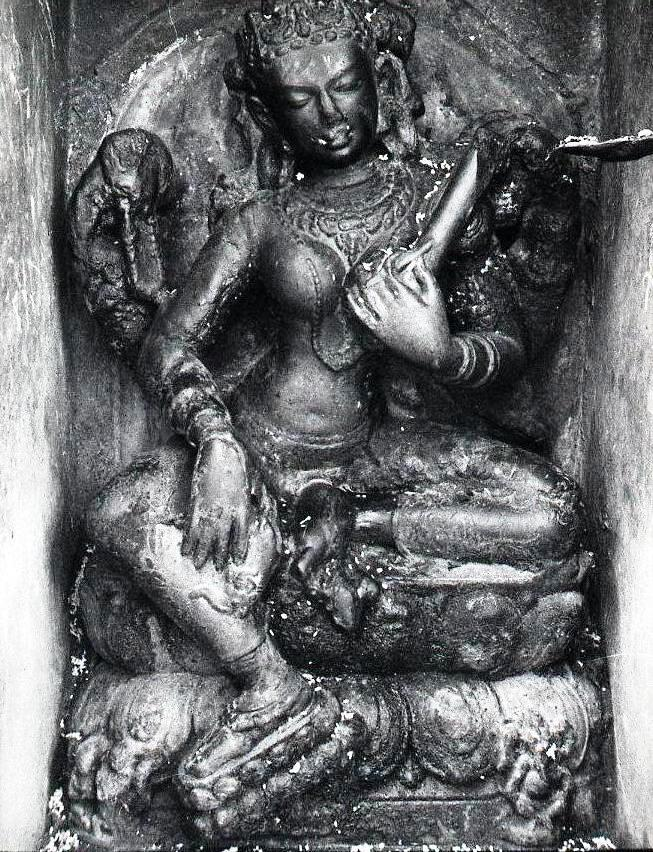
Estatua de Sárasvati, en Katmandú (Nepal).

- sarasvatī en el sistema AITS (alfabeto internacional de transliteración sánscrita).
- सरस्वती en letra devánagari del idioma sánscrito.
- pronunciación:
  - [sarasuátii] en sánscrito clásico
  - [sarasváti] en prácrito y lenguas indo-arias actuales
  - [sarásvati o sarásuati] en español

## Orígenes y contexto en el hinduismo

### En los «Vedas»
Sárasvatī es mencionada en el Rig-veda (el primer texto de la literatura de la India, de mediados del II milenio a. C.. Era una diosa adorada en la religión védica.
Es probable que haya comenzado como una diosa meramente fluvial, relacionada con el río Sárasuati, ya que su nombre en sánscrito significa ‘la [zona] que tiene lagos’ (sáras: ‘algo fluido’, un lago, un estanque, vatī: ‘la que posee’).
Algunos «estiran» la traducción para que signifique ‘la que fluye’, lo que se puede aplicar a la mente, las palabras, las ideas, o la corriente de un río.
En el Rigveda (6, 61, 7) a Sárasuatī se le atribuye la destrucción —por medio del dios Indra— de Vritrasura, un gigantesco demonio que había acaparado toda el agua del mundo conocido, y que representaba la sequía, la oscuridad y el caos.
En el himno 10.184.2 del Rig-veda se la invoca junto con Sinivalí para que el embrión se adhiera al útero.

### En los «Puranas»
En los Puranas (textos que generaron la religión hinduista) se convirtió en la diosa del aprendizaje y de las artes (por ejemplo, de la música). También es adorada como la diosa de los pensamientos veraces y del perdón.
A veces también se la equipara con otras diosas hinduistas como Vach, Savitrí y Gáiatri.

### En el «Vedanta»
En el Vedānta se le considera la energía femenina (śakti) y el aspecto del conocimiento del Brahman.
Como en los textos védicos, es la diosa del conocimiento, de la elocuencia, la poesía y la música.
Los seguidores del Vedanta creen que sólo mediante la adquisición de conocimiento podrán alcanzar moksha (la liberación de la reencarnación).
Sólo mediante la adoración de Sárasuatī y mediante la búsqueda continua del conocimiento verdadero con atención completa, se puede obtener la iluminación necesaria para alcanzar el moksha.

### Otras descripciones
En distintas leyendas contadas en el Majábharata y el Bhágavata-purana es (contradictoriamente) la consorte del dios Brahmā.
En otras leyendas de esos mismos libros, cuando Sárasuati es la hija de Brahmá, la esposa es Savitrí y Gáiatri.
Su belleza es tal que Brahmá tiene cuatro caras para poder verla desde todas las direcciones.
En las Leyes de Manu se la identifica con Durgā, o incluso con la diosa Lakshmí (la esposa del dios Vishnú) o con la esposa de Manu.
En el Majábharata también aparece como hija del prajāpati (‘patriarca’, padre de la humanidad) Daksha.
El Sárasuatī stuti (‘elogio a Sárasuatī’) declara que ella es la única diosa que es adorada por los tres grandes dioses del hinduismo (Brahmá, Vishnú y Shivá.
Ella es la única diosa que es adorada por los devas (dioses menores), por los asuras (demonios), los gandharvas (los músicos celestiales) y por los nagas (los seres serpentinos divinos).

## Apariencia

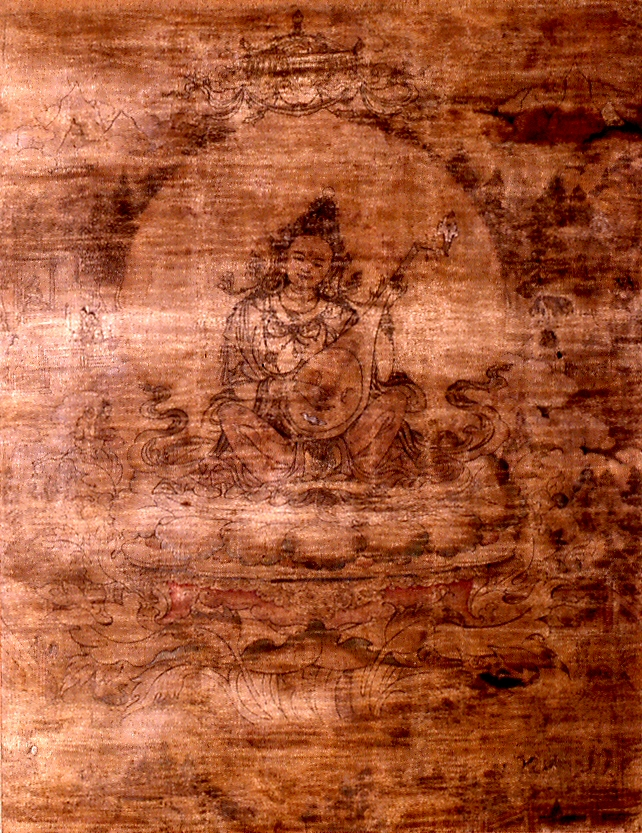
Saraswati es la diosa hindú, adoptado como una diosa del aprendizaje y de las artes escénicas por parte de los budistas. Aquí, ella se sienta en una flor de loto saliendo del agua y juega un papel central de Asia laúd no es un "vina", como sería el caso en la India. c.1500

La iconografía de la diosa Sárasuatī la muestra como una hermosa mujer de piel clara, vestida con ropa blanca pura, sentada sobre un loto, aunque se considera que su verdadero vahan (‘vehículo’) es un cisne.
Se la asocia con el color blanco, que representa la pureza del conocimiento.
Ocasionalmente se la asocia con el color amarillo, el color de las flores de mostaza, que florecen en la época del festival de Sárasuati, en primavera.
No tiene una cantidad exagerada de adornos (como la diosa Laksmi) sino que está vestida modestamente, quizá representando su preferencia por el conocimiento por encima de los objetos materiales.
Generalmente su iconografía la muestra con cuatro brazos, que representan los cuatro aspectos de la inteligencia humana, según el hinduismo:
- la mente (mana),
- el intelecto (buddhi),
- estado de vigilia y
- ego (ahankara).

En sus manos sostiene cuatro objetos:
- Un libro (lo cual es un anacronismo, ya que no hubo libros en la India hasta la introducción de la imprenta por los conquistadores británicos, en el siglo XVIII).
- Un mālā (rosario) de perlas blancas, que representa el poder de la meditación y la espiritualidad.
- Un pote con agua sagrada, que significa que el conocimiento tiene un poder purificador de los pecados.
- Una vīna, instrumento musical parecido a un sitar, que representa su grado de perfección en todas las artes.
  - Sárasuatī también se relaciona con Anurāga (el ‘apego’ por las notas musicales y el ritmo), que representa todas las emociones que se expresan mediante el discurso o la música.

Los hinduistas creen que las niñas que llevan su nombre serán muy afortunadas en sus estudios.
Frecuentemente se muestra un jansá (ánsar índico) blanco cerca de sus pies.
Los hinduistas creen que si se le ofrece a un jamsá una mezcla de leche y agua, es capaz de tomar sólo la leche.
De esta manera, el jansá simboliza la capacidad de sacar provecho de lo malo, o de obtener sabiduría de un conocimiento maligno.
Debido a su relación con el cisne, a la diosa Sárasuatī se la conoce también como Jamsá Vajini: ‘la que tiene un ganso como vehículo’.
Se la pinta al lado de un río (el Sárasuati, que puede estar relacionado con su primera función como una diosa del agua.
Su relación con el cisne y con la flor de loto también señala su origen más antiguo que el de otras diosas.
A veces se muestra también un pavo real al lado de la diosa.
El pavo real representa la arrogancia y el orgullo debido a la belleza personal.
Al tener un pavo real como vehículo, la diosa enseñaría que los hindúes no deben estar preocupados por la apariencia externa.

## Festivales para Sárasvatī
La diosa Sárasvatī se adora durante nava ratri (nueve noches).
En el Sur de la India, uno de los festivales más importantes es el Sárasuatī puyá (‘adoración’).
Los tres últimos días de navaratri que empiezan en Mahalaya Amavasya (día de la luna nueva del mes Bhadrapada) se dedican a la diosa.
El noveno día de nava-ratri (mahā-navami), los libros y todos los instrumentos musicales se guardan ceremoniosamente cerca del altar con los dioses, y se los adora con cantos especiales.
Ese día nadie debe estudiar ni llevar a cabo ningún arte, ya que se considera que ese día la diosa misma está bendiciendo los libros y los instrumentos.
El festival concluye el décimo día de navaratri (Vijaya Dashami) y la diosa se adora otra vez antes de que los libros y los instrumentos se quiten del altar.
Es costumbre estudiar este día, que se llama Vidya-ārambham (literalmente, ‘comienzo del conocimiento’).
Durante Vasanta Panchami (que cae entre fin de enero y principios de febrero) los artistas, músicos, científicos, médicos y abogados le ofrecen oraciones y puyas (adoraciones con fuego, agua, inciensos, alimentos).
En Pushkar (Rayastán) el templo dedicado a la diosa se construyó en la cima de la montaña, en un punto más alto que el templo de Brahmā.

## Otros nombres de la diosa Sárasvatī
- Aria (‘noble’ o ‘virtuosa’)
- Bhāratī (según el Majábharata, ‘la que sostiene’), discurso, voz, palabra, elocuencia, composición literaria, arte dramático, recitación dramática, la pronunciación sánscrita de un actor.
  - Bhāratī (en los himnos de Āpri también puede ser una deidad distinta, que forma una tríada con Ilā y Sárasuatī

Esta diosa Bhāratī sería hija de Āditya (Según el Nirukta 8.13, de Yāska)
- Brāhmī o Brahmānī (la śakti o energía personificada de Brahmā)
- Jansá Vahini (que tiene un ánsar indio como vehículo)
- Maha-vani (gran palabra)
- Shāradā
- Śhonapunia, una voz sánscrita que significa ‘la purificada por la sangre’ (śóna: ‘rojo, sangre’, punya: ‘virtuoso, puro’)
- Vach, la creadora del alfabeto y el sánscrito, el lenguaje de los textos sagrados hinduistas
- Vag Īśwarī (controladora de la palabra)
- Vānī: palabra
- Vinidra (‘[la que] no duerme’)
- la dakini Yeshey Tsogyel del budismo tibetano se considera una manifestación de Sárasuatī.

### En otras culturas
- Aparte de su rol en el hinduismo, Sárasvatī fue —como la diosa hinduista Tara Devi— absorbida por el panteón budista y llegó hasta China a través de las traducciones al idioma chino del Sutra de la Luz Dorada, que posee una sección dedicada a ella. En la actualidad, en China ha sido prácticamente olvidada.
- Dentro del budismo tántrico tibetano, fue asimilada como la consorte de Manjushri, el Bodhisattva portador de la espada de la Sabiduría.
- En Japón la siguen adorando con el nombre de Benzaiten.
- [Harahvatī] Aredvi Sura Anahita es la equivalente a Sárasuatī en el Avesta.
- En Myanmar (Birmania) adoran a una diosa idéntica a Sárasuatī como Thuyathati, una hermosa virgen sentada sobre un hintha (en sánscrito jansá, ‘ánsar índico’).
  - Los budistas birmanos la adoran especialmente antes de los exámenes escolares.
- Algunos pretenden que la pareja de Brahmā y Sáras-vati aparecen como Abraham y Sara en la Biblia (libro sagrado de las religiones judeo-cristo-islámicas).

## Otros significados
- Un nombre femenino hinduista.
- En la India hay otros ríos llamados Sárasvatī, uno de los cuales corre desde el extremo occidental de los montes Aravalli hasta el extremo oriental de los Rann de Kutch.